# Херман Фегелајн
СС-групенфирер Ханс Георг Ото Херман Фегелајн (Ансбах, 30. октобар 1906 — Берлин, 28. април 1945) био је Вафен-СС генерал у Нацистичкој Немачкој. Био је члан Хитлеровог унутрашњег круга, и зет Еве Браун (био је у браку са њеном сестром Гретл). Јединице под његовом командом на Источном фронту су биле одговорне за убиство преко 17.000 цивила током казнене операције у припјатским мочаварама у Белоруској ССР током 1941. године. Фегелајн је стрељан због дезертирања 28. априла 1945. године, два дана пре Хитлеровог самоубиства.

## Каријера
Херман Фегелајн је рођен у Ансбаху, Баварска, као син оберлајтнанта Ханса Фегелајна. Као дечак је радио у очевој школи јахања у Минхену, тако да је постао вешт јахач и учествовао је у такмичењима у коњичким скоковима. У овом периоду је упознао Кристијана Вебера, једног од првобитних чланова Нацистичке партије. Вебер је касније помогао Фегелајну да ступи у СС.
Године 1925, након два семестра на Минхенском универзитету, Фегелајн је ступио у 17. коњички пук. Дана 20. априла 1927. ступио је у Баварску државну полицију у Минхену као официрски кадет. Док је боравио у Минхену је дошао у контатк са национал-социјализмом, учланио се у Нацистичку партију (члански број 1.200.158) и у Штурмабтајлунг (СА) 1930. Фегелајн је премештен у СС 10. априла 1933, са чланским бројем 66.680. Постао је вођа СС коњичке групе у којој се налазио и његов брат Валдемар. Фегелајн је надгледао припреме за коњичке догађаје током Олимпијских игара у Берлину 1936. Фегелајн је победио на међународном турниру Deutsches Spring- und Dressurderby 1937, а његов брат Валдемар је победио 1939. 25. јула 1937 рајхсфирер-СС Хајнрих Химлер је специјалним наређењем основао СС главну школу јахања у Минхену (Haupt-Reitschule München). Фегелајн је постављен за командира и истог дана унапређен у чин СС-стандартенфирера. Историчари Вилијам Л. Ширер и Иан Кершоу су га окарактерисали као циничног незавређујућим поштовања; Алберт Шпер га је назвао „једним од најодвратнијих људи у Хитлеровом кругу“. Фегелајн је био опортуниста који се зближио са Химлером. Химлер му је давао најбоља задужења - углавном у вези са коњима - и брзо напредовање кроз чинове.

### Други светски рат
У септембру 1939, након окончања Инвазије на Пољску, Фегелајн је командовао СС  коњичким пуком. Пук је био смештен у Варшави до децембра. Јединица је тада подељена у две стандарте (пука), а Фегелајн је био на челу првог. Јединице су биле стављене под команду високог СС и полицијског вође „истока“, Фридриха-Вилхелма Кригера. Фегелајнова јединица је учествовала у „антипартизанским“ борбама у Светокришком војводству. 7. децембра 1939, Фегелајнова јединица је учествовала у масовном стрељању 1.700 људи у шуми Кампинос. 23. априла 1941. Фегелајн и његова јединица су ухваћени у крађи новца и луксузних добара намењених за транспорт у Немачку. Случај пред војним судом против Фегелајна је прекинут по директној наредби Химлера.
Фегелајн је учествовао у акцијама и на Источном фронту, започевши као командир 1. СС коњичког пука од лета 1941. августа исте године, Химлер је наредио да се формира СС коњичка бригада којом ће командовати Фегелајн, састављена од 1. и 2. СС коњичког пука.
Дана 17. јула 1941. Химлер је доделио Фегелајнов пук генералној команди високог СС и полицијског вође Ериха фон дем Баха за „систематско чешљање“ Припјатских мочвара у операцији организованој за хватање и истребљење Јевреја, партизана и цивила у тој области Белоруске ССР. Операција из две фазе је започела 19. јула 1941. Фегелајн је рапортирао фон дем Баху да су његови људи убили 13.788 Јевреја и „војника у цивилној одећи“ током прве фазе операције. Крајем друге фазе, која је трајала током последње две недеље августа, Фегелајн је рапортирао да су сви јеврејски мушкарци у рагачовској области убијени - укупно нових 3.500 људи.
Фегелајн је рањен у акцији од стране совјетских снајпериста 21. и 22. децембра 1941. Дана 20. априла 1942. постављен је за командира 8. СС коњичке дивизије Флоријан Гајер и враћен је у службу на Источни фронт до септембра 1943. Унапређен је у чин СС-групенфирера и генераллајтнанта Вафен-СС 10. јуна 1944.
Након што је Фегелајн рањен и трећи пут у акцији на Источном фронту, Химлер га је поставио 1. јануара 1944. у Хитлеров штаб на дужност официра за везу и представника СС. 20. јула 1944. Фегелајн је био присутан током неуспелог атентата на Хитлера у „Вучијој јазбини“, Хитлеровом штабу у Растенбургу у Источној Пруској, и том приликом је задобио лакшу повреду леве бутине од експлозије. Фегелајн је често показивао фотографије људи који су обешени након овог покушаја атентата.

### Брак
Фегелајнов политички мотивисан брак са Гретл Браун, сестром Еве Браун је склопљен 3. јуна 1944. у Салцбургу. Историчари Кершоу и Ширер верују да се Фегелајн удварао Гретл Браун у циљу унапређења своје каријере. Хитлер, Химлер и Борман су као сведоци присуствовали церемонији. Дводневна прослава је одржана у Хитлеровим и Бормановим планинским кућама у Оберсалцбергу и у Орловом гнезду. Фегелајн је био познат као женскарош који је имао бројне ванбрачне афере.

## Смрт
Након што је Химлер покушао да преговара о предаји са западним савезницима преко грофа Бернадотеа у априлу 1945, Фегелајн је напустио Хитлеров бункер. Ухватио га је СС-оберштурмбанфирер Петер Хегл у Фегелајновом стану у Берлину 27. априла, у цивилној одећи, у припремама за бег у Шведску или Швајцарску. Носио је новац (немачки и девизе), и накит, део кога је припадао Еви Браун. Хегл је такође открио и кофер са документима који доказују Химлеров покушај мировних преговора са западним савезницима. По већини навода, био је пијан у тренутку хапшења и одвођења назад у фиреров бункер.
Новинар Џејмс П. О'Донел, који је спровео опсежне интервјуе током 1970их, је дао детаљан опис даљег тока догађаја. Вафен-СС генерал Вилхелм Монке, који је председавао војним судом за дезертерство, је рекао О'Донелу да му је Хитлер наредио да успостави трибунал. Монке је организовао панел војног суда, који се састојао од Вилхелма Бургдорфа, Ханса Кребса, Јохана Ратенхубера, и њега. Фегелајн, још увек пијан, је тврдио да није дужан да одговара Хитлеру, већ да је одговоран само Химлеру. Фегелајн је био толико пијан да је плакао и повраћао; није био у стању да стоји, и чак је уринирао по поду. Монке се нашао у недоумици, јер је немачки војни закон налагао да оптужени мора да буде у стању чисте свести пред војним судом. Иако је био сигуран да је Фегелајн био „крив за флагрантно дезертерство“, Монке је прекинуо саслушање и предао оптуженог генералу Ратенхуберу и његовом РСД безбедносном одреду. Монке више никад није видео Фегелајна.
Фегелајнова супруга је била у поодмаклој трудноћи када је он ухапшен (дете је рођено почетком маја). Хитлер је разматрао да га пусти без казне или да га додели Монкеовим трупама. Хитлерова секретарица, Траудл Јунге, сведок догађаја у бункеру, је рекла да је Ева Браун молила Хитлера да поштеди њеног зета, и покушавала да оправда његово понашање. Међутим, он је одведен у башту рајхсканцеларије 28. априла, и „упуцан као пас“. Рохус Миш, последњи преживели из Хитлеровог бункера је у интервјуу за Дер Шпигел 2007. оспорио делове ових навода. По Мишовим тврдњама, Хитлер није наредио да се Фегелајн убије, већ само да се ражалује. Миш је тврдио да зна идентитет Фегелајновог убице, али је одбио да открије његово име.